# Labyrinthocyathus langae
Espèce
Statut CITES
Labyrinthocyathus langae est une espèce de coraux appartenant à la famille des Caryophylliidae.